# Aniceto Baylón
Gerónimo Aniceto Baylón, también conocido como el Baylón, (Valencia, siglo XVII-Valencia, 2 de diciembre de 1684) fue un organista, compositor y maestro de capilla español.

## Biografía
A pesar de la importancia de este compositor, no hay noticias de la fecha de nacimiento o de su formación musical.
Ejerció como capellán cantor de la Capilla Real de Madrid.
En 1664 ganó la plaza de maestro de capilla de la Colegiata de Játiva, donde permanecería trece años.
En febrero de 1675 fallecía Gracián Babán, dejando el magisterio de la Catedral de Valencia vacante. Se tardó más de dos años en realizar las oposiciones para buscar a un sucesor, que fueron el 10 de mayo de 1677. Participaron Antonio Teodoro Ortells, que había renunciado a su cargo de maestro del Real Colegio del Corpus Christi dos años antes; Isidro Escorihuela, maestro de la Catedral de Tarragona; Juan Barter, maestro de la Catedral de Lérida; y el maestro de la Basílica de los Santos Justo y Pastor de Barcelona. Los examinadores serían Miguel Monjiú, maestro de la Catedral de Segorbe; Juan Cabanilles, organista de la misma Catedral de Valencia; y Aniceto Baylón, que dieron el cargo a Ortells. De esta manera quedaba vacante el magisterio del Real Colegio del Corpus Christi que convocó unas oposiciones en octubre de 1677 a las que acudieron compositores de la categoría de Isidro Escorihuela, Onofre Guinovart y Matías Veana, además de Baylón, que saldría ganador. Para sus ejercicios, Baylón escribió un destacado Ecce nunc benedicte Dominum.
Baylón también formaría parte del tribunal de las oposiciones para el magisterio de la Catedral de Barcelona en 1682; junto con Benito Buscarons, maestro de la Basílica de Santa María del Pino de Barcelona; y Rafael Simó, residente del Palacio Real Menor de Barcelona. La plaza fue para Juan Barter.
Baylón permanecería en el cargo hasta su fallecimiento, el 2 de diciembre de 1684.

## Obra
Según algunos musicólogos, como Barbieri, Vuillermoz y Lavignac, se trata de uno de los compositores más destacados de la España del siglo XVIII y como tal, uno de los principales representantes de la escuela valenciana de polifonía, junto con Juan Bautista Comes. De hecho, Barbieri especula con que Baylón fuese alumno de Comes debido a la similitud de sus estilos de tres y cuatro coros dialogados, aunque reconoce que no existen noticias que permitan afirmarlo.
A su muerte dejó unas 50 composiciones en el archivo del Colegio del Patriarca de Valencia. Se conservan otras en el archivo de El Escorial y en las Catedrales de Valencia y Segorbe. También hay obras suyas en el fondo de la iglesia parroquial de San Pedro y San Pablo de Canet de Mar y en la Biblioteca Británica.
- Villancicos y Letras qve deben cantarse en la Santa Iglesia de la Ciudad de Xativa, el día y octava de la Festividad del Corpus del presente año 1666.[12]
- Villancico para 8 voces, acompañamiento, en sol mayor.[13]